# Fountain Hills
Fountain Hills é uma vila localizada no estado americano do Arizona, no condado de Maricopa. Foi incorporada em 1989.

## Geografia
De acordo com o United States Census Bureau, a vila tem uma área de 52,9 km², onde 52,6 km² estão cobertos por terra e 0,3 km² por água.

### Localidades na vizinhança
O diagrama seguinte representa as localidades num raio de 32 km ao redor de Fountain Hills.

## Demografia
Segundo o censo nacional de 2010, a sua população é de 22 489 habitantes e sua densidade populacional é de 427,1 hab/km². Possui 13 167 residências, que resulta em uma densidade de 250,1 residências/km².